# 2015-ös férfi vízilabda-világbajnokság
A 2015-ös férfi vízilabda-világbajnokság a 16. volt a férfi vízilabda-világbajnokságok történetében. A tornát az úszó-világbajnoksággal egy időben rendezték Kazanyban, Oroszországban, július 27. és augusztus 8. között. A címvédő Magyarország válogatottja volt, a győztes pedig Szerbia válogatottja lett.
A világbajnokságról az első két helyezett részvételi jogot szerzett a 2016. évi nyári olimpiai játékokra. Szerbia – amely a 2015-ös világliga győzteseként már részvételi jogot szerzett – a döntőbe jutott, ezért Horvátország és a bronzmérkőzés győztese, Görögország kapta meg a részvételi jogot.

## Lebonyolítás
A tornán 16 ország válogatottja vett részt. A csapatokat 4 darab 4 csapatból álló csoportokba sorsolták. A csoportmérkőzések után a negyedik helyezettek a 13–16. helyért játszottak. Az első helyezettek közvetlenül az negyeddöntőbe kerültek. A második és harmadik helyezettek egy újabb mérkőzést játszottak a negyeddöntőbe jutásért. A negyeddöntőtől egyenes kieséses rendszerben folytatódtak a küzdelmek.

## Sorsolás
A 16 csapatot négy kalapba sorolták.
| 1. kalap                                                 | 2. kalap                                       | 3. kalap                                        | 4. kalap                                             |
| -------------------------------------------------------- | ---------------------------------------------- | ----------------------------------------------- | ---------------------------------------------------- |
| Horvátország · Szerbia · Magyarország · Egyesült Államok | Olaszország · Kazahsztán · Kanada · Ausztrália | Brazília · Görögország · Montenegró · Argentína | Oroszország · Kína · Dél-afrikai Köztársaság · Japán |

## Csoportkör
Az időpontok helyi idő szerint, zárójelben magyar idő szerint értendőek.

### A csoport
| Hely. | Csapat       | M | Gy | D | V | G+ | G– | Gk  | P | Továbbjutás                   |
| ----- | ------------ | - | -- | - | - | -- | -- | --- | - | ----------------------------- |
| 1.    | Horvátország | 3 | 3  | 0 | 0 | 39 | 17 | +22 | 6 | Továbbjutott a negyeddöntőbe  |
| 2.    | Kanada       | 3 | 2  | 0 | 1 | 25 | 20 | +5  | 4 | Továbbjutott a nyolcaddöntőbe |
| 3.    | Brazília     | 3 | 0  | 1 | 2 | 24 | 29 | −5  | 1 | Továbbjutott a nyolcaddöntőbe |
| 4.    | Kína         | 3 | 0  | 1 | 2 | 12 | 34 | −22 | 1 |                               |

| 2015. július 27. 9:30 (8:30) | Horvátország         | 12–7        | Kanada   | Kazany Nézőszám: 507 Játékvezetők: Radosław Koryzna (POL), German Moller (ARG) |
| 2015. július 27. 9:30 (8:30) | (4–2, 6–2, 1–0, 1–3) |             |          | Kazany Nézőszám: 507 Játékvezetők: Radosław Koryzna (POL), German Moller (ARG) |
| 2015. július 27. 9:30 (8:30) | négy játékos 2       | Jegyzőkönyv | Conway 3 | Kazany Nézőszám: 507 Játékvezetők: Radosław Koryzna (POL), German Moller (ARG) |

| 2015. július 27. 10:50 (9:50) | Brazília             | 9–9         | Kína                      | Kazany Nézőszám: 700 Játékvezetők: Stanko Ivanovski (MNE), Vojin Putniković (SRB) |
| 2015. július 27. 10:50 (9:50) | (3–4, 2–1, 3–4, 1–0) |             |                           | Kazany Nézőszám: 700 Játékvezetők: Stanko Ivanovski (MNE), Vojin Putniković (SRB) |
| 2015. július 27. 10:50 (9:50) | Perrone 4            | Jegyzőkönyv | Dong Tao, Zhang Chufeng 3 | Kazany Nézőszám: 700 Játékvezetők: Stanko Ivanovski (MNE), Vojin Putniković (SRB) |

| 2015. július 29. 20:10 (19:10) | Kína                 | 2–8         | Kanada    | Kazany Nézőszám: 240 Játékvezetők: Stanko Ivanovski (MNE), Kun György (HUN) |
| 2015. július 29. 20:10 (19:10) | (0–3, 0–3, 1–1, 1–1) |             |           | Kazany Nézőszám: 240 Játékvezetők: Stanko Ivanovski (MNE), Kun György (HUN) |
| 2015. július 29. 20:10 (19:10) | Tan 2                | Jegyzőkönyv | McElroy 3 | Kazany Nézőszám: 240 Játékvezetők: Stanko Ivanovski (MNE), Kun György (HUN) |

| 2015. július 29. 21:30 (20:30) | Horvátország         | 10–9        | Brazília        | Kazany Nézőszám: 230 Játékvezetők: Mark Koganov (AZE), Daniel Flahive (AUS) |
| 2015. július 29. 21:30 (20:30) | (4–2, 4–2, 1–2, 1–3) |             |                 | Kazany Nézőszám: 230 Játékvezetők: Mark Koganov (AZE), Daniel Flahive (AUS) |
| 2015. július 29. 21:30 (20:30) | Sukno 3              | Jegyzőkönyv | három játékos 2 | Kazany Nézőszám: 230 Játékvezetők: Mark Koganov (AZE), Daniel Flahive (AUS) |

| 2015. július 31. 17:30 (16:30) | Horvátország         | 17–1        | Kína      | Kazany Nézőszám: 874 Játékvezetők: Daniel Flahive (AUS), Masoud Rezvani (IRN) |
| 2015. július 31. 17:30 (16:30) | (4–1, 5–0, 7–0, 1–0) |             |           | Kazany Nézőszám: 874 Játékvezetők: Daniel Flahive (AUS), Masoud Rezvani (IRN) |
| 2015. július 31. 17:30 (16:30) | három játékos 3      | Jegyzőkönyv | Chufeng 1 | Kazany Nézőszám: 874 Játékvezetők: Daniel Flahive (AUS), Masoud Rezvani (IRN) |

| 2015. július 31. 18:50 (17:50) | Brazília             | 6–10        | Kanada          | Kazany Nézőszám: 230 Játékvezetők: Mark Koganov (AZE), Kun György (HUN) |
| 2015. július 31. 18:50 (17:50) | (0–3, 3–3, 2–3, 1–1) |             |                 | Kazany Nézőszám: 230 Játékvezetők: Mark Koganov (AZE), Kun György (HUN) |
| 2015. július 31. 18:50 (17:50) | Silva 2              | Jegyzőkönyv | Boyd, McElroy 2 | Kazany Nézőszám: 230 Játékvezetők: Mark Koganov (AZE), Kun György (HUN) |

### B csoport
| Hely. | Csapat           | M | Gy | D | V | G+ | G– | Gk | P | Továbbjutás                   |
| ----- | ---------------- | - | -- | - | - | -- | -- | -- | - | ----------------------------- |
| 1.    | Görögország      | 3 | 3  | 0 | 0 | 37 | 31 | +6 | 6 | Továbbjutott a negyeddöntőbe  |
| 2.    | Egyesült Államok | 3 | 2  | 0 | 1 | 28 | 26 | +2 | 4 | Továbbjutott a nyolcaddöntőbe |
| 3.    | Olaszország      | 3 | 1  | 0 | 2 | 28 | 28 | 0  | 2 | Továbbjutott a nyolcaddöntőbe |
| 4.    | Oroszország      | 3 | 0  | 0 | 3 | 23 | 31 | −8 | 0 |                               |

| 2015. július 27. 12:10 (11:10) | Görögország          | 11–10       | Olaszország    | Kazany Nézőszám: 883 Játékvezetők: Francesc Buch (ESP), Kun György (HUN) |
| 2015. július 27. 12:10 (11:10) | (4–4, 2–1, 3–2, 2–3) |             |                | Kazany Nézőszám: 883 Játékvezetők: Francesc Buch (ESP), Kun György (HUN) |
| 2015. július 27. 12:10 (11:10) | Afrudákisz 3         | Jegyzőkönyv | négy játékos 2 | Kazany Nézőszám: 883 Játékvezetők: Francesc Buch (ESP), Kun György (HUN) |

| 2015. július 27. 18:50 (17:50) | Egyesült Államok     | 7–6         | Oroszország | Kazany Nézőszám: 1932 Játékvezetők: Boris Margeta (SLO), Daniel Flahive (AUS) |
| 2015. július 27. 18:50 (17:50) | (3–1, 1–2, 2–2, 1–1) |             |             | Kazany Nézőszám: 1932 Játékvezetők: Boris Margeta (SLO), Daniel Flahive (AUS) |
| 2015. július 27. 18:50 (17:50) | Azevedo, Cupido 3    | Jegyzőkönyv | Bugajcsuk 3 | Kazany Nézőszám: 1932 Játékvezetők: Boris Margeta (SLO), Daniel Flahive (AUS) |

| 2015. július 29. 9:30 (8:30) | Görögország          | 11–10       | Egyesült Államok | Kazany Nézőszám: 839 Játékvezetők: Francesc Buch (ESP), Vojin Putniković (SRB) |
| 2015. július 29. 9:30 (8:30) | (3–3, 1–3, 4–3, 3–1) |             |                  | Kazany Nézőszám: 839 Játékvezetők: Francesc Buch (ESP), Vojin Putniković (SRB) |
| 2015. július 29. 9:30 (8:30) | Fundúlisz 4          | Jegyzőkönyv | három játékos 2  | Kazany Nézőszám: 839 Játékvezetők: Francesc Buch (ESP), Vojin Putniković (SRB) |

| 2015. július 29. 18:50 (17:50) | Oroszország          | 6–9         | Olaszország | Kazany Nézőszám: 2350 Játékvezetők: Adrian Alexandrescu (ROU), Radosław Koryzna (POL) |
| 2015. július 29. 18:50 (17:50) | (1–1, 0–5, 3–1, 2–2) |             |             | Kazany Nézőszám: 2350 Játékvezetők: Adrian Alexandrescu (ROU), Radosław Koryzna (POL) |
| 2015. július 29. 18:50 (17:50) | Holod 3              | Jegyzőkönyv | Giorgetti 2 | Kazany Nézőszám: 2350 Játékvezetők: Adrian Alexandrescu (ROU), Radosław Koryzna (POL) |

| 2015. július 31. 20:10 (19:10) | Görögország          | 15–11       | Oroszország | Kazany Nézőszám: 2285 Játékvezetők: Adrian Alexandrescu (ROU), Francesc Buch (ESP) |
| 2015. július 31. 20:10 (19:10) | (5–2, 3–2, 5–3, 2–4) |             |             | Kazany Nézőszám: 2285 Játékvezetők: Adrian Alexandrescu (ROU), Francesc Buch (ESP) |
| 2015. július 31. 20:10 (19:10) | Fundúlisz 4          | Jegyzőkönyv | Nagajev 3   | Kazany Nézőszám: 2285 Játékvezetők: Adrian Alexandrescu (ROU), Francesc Buch (ESP) |

| 2015. július 31. 21:30 (20:30) | Egyesült Államok     | 11–9        | Olaszország | Kazany Nézőszám: 214 Játékvezetők: Nenad Peris (CRO), Boris Margeta (SLO) |
| 2015. július 31. 21:30 (20:30) | (4–4, 3–2, 2–1, 2–1) |             |             | Kazany Nézőszám: 214 Játékvezetők: Nenad Peris (CRO), Boris Margeta (SLO) |
| 2015. július 31. 21:30 (20:30) | Vavic 3              | Jegyzőkönyv | Di Fulvio 4 | Kazany Nézőszám: 214 Játékvezetők: Nenad Peris (CRO), Boris Margeta (SLO) |

### C csoport
| Hely. | Csapat                  | M | Gy | D | V | G+ | G– | Gk  | P | Továbbjutás                   |
| ----- | ----------------------- | - | -- | - | - | -- | -- | --- | - | ----------------------------- |
| 1.    | Magyarország            | 3 | 3  | 0 | 0 | 52 | 13 | +39 | 6 | Továbbjutott a negyeddöntőbe  |
| 2.    | Kazahsztán              | 3 | 2  | 0 | 1 | 34 | 24 | +10 | 4 | Továbbjutott a nyolcaddöntőbe |
| 3.    | Dél-afrikai Köztársaság | 3 | 1  | 0 | 2 | 17 | 37 | −20 | 2 | Továbbjutott a nyolcaddöntőbe |
| 4.    | Argentína               | 3 | 0  | 0 | 3 | 17 | 46 | −29 | 0 |                               |

| 2015. július 27. 13:30 (12:30) | Dél-afrikai Köztársaság  | 10–6        | Argentína | Kazany Nézőszám: 913 Játékvezetők: Masoud Rezvani (IRN), Szergej Naumov (RUS) |
| 2015. július 27. 13:30 (12:30) | (6–2, 1–2, 1–1, 2–1)     |             |           | Kazany Nézőszám: 913 Játékvezetők: Masoud Rezvani (IRN), Szergej Naumov (RUS) |
| 2015. július 27. 13:30 (12:30) | E. Le Roux, P. Le Roux 3 | Jegyzőkönyv | Yañez 3   | Kazany Nézőszám: 913 Játékvezetők: Masoud Rezvani (IRN), Szergej Naumov (RUS) |

| 2015. július 27. 17:30 (16:30) | Magyarország         | 14–5        | Kazahsztán | Kazany Nézőszám: 1180 Játékvezetők: Joseph Peila (USA), Cory Williams (NZL) |
| 2015. július 27. 17:30 (16:30) | (4–0, 3–0, 5–2, 2–3) |             |            | Kazany Nézőszám: 1180 Játékvezetők: Joseph Peila (USA), Cory Williams (NZL) |
| 2015. július 27. 17:30 (16:30) | Hárai 4              | Jegyzőkönyv | Usakov 2   | Kazany Nézőszám: 1180 Játékvezetők: Joseph Peila (USA), Cory Williams (NZL) |

| 2015. július 29. 10:50 (9:50) | Kazahsztán           | 15–7        | Argentína | Kazany Nézőszám: 1016 Játékvezetők: Nenad Peris (CRO), Hatem Gaber (EGY) |
| 2015. július 29. 10:50 (9:50) | (5–2, 3–3, 5–1, 2–1) |             |           | Kazany Nézőszám: 1016 Játékvezetők: Nenad Peris (CRO), Hatem Gaber (EGY) |
| 2015. július 29. 10:50 (9:50) | Akszenov, Pekovics 4 | Jegyzőkönyv | Yañez 3   | Kazany Nézőszám: 1016 Játékvezetők: Nenad Peris (CRO), Hatem Gaber (EGY) |

| 2015. július 29. 12:10 (11:10) | Dél-afrikai Köztársaság | 4–17        | Magyarország | Kazany Nézőszám: 1127 Játékvezetők: Fabio Toffoli (BRA), Peter de Jong (NED) |
| 2015. július 29. 12:10 (11:10) | (1–5, 0–3, 2–4, 1–5)    |             |              | Kazany Nézőszám: 1127 Játékvezetők: Fabio Toffoli (BRA), Peter de Jong (NED) |
| 2015. július 29. 12:10 (11:10) | Molyneux 2              | Jegyzőkönyv | Varga Dé. 5  | Kazany Nézőszám: 1127 Játékvezetők: Fabio Toffoli (BRA), Peter de Jong (NED) |

| 2015. július 31. 9:30 (8:30) | Dél-afrikai Köztársaság | 3–14 | Kazahsztán | Kazany Nézőszám: 884 Játékvezetők: Fabio Toffoli (BRA), Hatem Gaber (EGY) |
| 2015. július 31. 9:30 (8:30) | (0–4, 1–3, 1–5, 1–2)    |      |            | Kazany Nézőszám: 884 Játékvezetők: Fabio Toffoli (BRA), Hatem Gaber (EGY) |
| 2015. július 31. 9:30 (8:30) | három játékos 1         |      | Akszenov 5 | Kazany Nézőszám: 884 Játékvezetők: Fabio Toffoli (BRA), Hatem Gaber (EGY) |

| 2015. július 31. 10:50 (9:50) | Magyarország         | 21–4        | Argentína | Kazany Nézőszám: 1065 Játékvezetők: Szergej Naumov (RUS), Peter de Jong (NED) |
| 2015. július 31. 10:50 (9:50) | (6–2, 3–1, 6–1, 6–0) |             |           | Kazany Nézőszám: 1065 Játékvezetők: Szergej Naumov (RUS), Peter de Jong (NED) |
| 2015. július 31. 10:50 (9:50) | Varga Dé. 5          | Jegyzőkönyv | López 2   | Kazany Nézőszám: 1065 Játékvezetők: Szergej Naumov (RUS), Peter de Jong (NED) |

### D csoport
| Hely. | Csapat     | M | Gy | D | V | G+ | G– | Gk  | P | Továbbjutás                   |
| ----- | ---------- | - | -- | - | - | -- | -- | --- | - | ----------------------------- |
| 1.    | Szerbia    | 3 | 3  | 0 | 0 | 40 | 26 | +14 | 6 | Továbbjutott a negyeddöntőbe  |
| 2.    | Ausztrália | 3 | 1  | 1 | 1 | 24 | 19 | +5  | 3 | Továbbjutott a nyolcaddöntőbe |
| 3.    | Montenegró | 3 | 1  | 1 | 1 | 29 | 26 | +3  | 3 | Továbbjutott a nyolcaddöntőbe |
| 4.    | Japán      | 3 | 0  | 0 | 3 | 23 | 45 | −22 | 0 |                               |

| 2015. július 27. 20:10 (19:10) | Szerbia              | 11–8        | Montenegró      | Kazany Nézőszám: 2279 Játékvezetők: Georgios Stavridis (GRE), Adrian Alexandrescu (ROU) |
| 2015. július 27. 20:10 (19:10) | (2–1, 4–2, 3–4, 2–1) |             |                 | Kazany Nézőszám: 2279 Játékvezetők: Georgios Stavridis (GRE), Adrian Alexandrescu (ROU) |
| 2015. július 27. 20:10 (19:10) | Filipović 3          | Jegyzőkönyv | három játékos 2 | Kazany Nézőszám: 2279 Játékvezetők: Georgios Stavridis (GRE), Adrian Alexandrescu (ROU) |

| 2015. július 27. 21:30 (20:30) | Japán                | 4–10        | Ausztrália | Kazany Nézőszám: 2287 Játékvezetők: Massimiliano Caputi (ITA), Hatem Gaber (EGY) |
| 2015. július 27. 21:30 (20:30) | (0–2, 2–2, 1–3, 1–3) |             |            | Kazany Nézőszám: 2287 Játékvezetők: Massimiliano Caputi (ITA), Hatem Gaber (EGY) |
| 2015. július 27. 21:30 (20:30) | négy játékos 1       | Jegyzőkönyv | Campbell 3 | Kazany Nézőszám: 2287 Játékvezetők: Massimiliano Caputi (ITA), Hatem Gaber (EGY) |

| 2015. július 29. 13:30 (12:30) | Ausztrália           | 5–5         | Montenegró | Kazany Nézőszám: 313 Játékvezetők: Boris Margeta (SLO), Szergej Naumov (RUS) |
| 2015. július 29. 13:30 (12:30) | (0–2, 1–1, 1–1, 3–1) |             |            | Kazany Nézőszám: 313 Játékvezetők: Boris Margeta (SLO), Szergej Naumov (RUS) |
| 2015. július 29. 13:30 (12:30) | Younger 3            | Jegyzőkönyv | Janović 2  | Kazany Nézőszám: 313 Játékvezetők: Boris Margeta (SLO), Szergej Naumov (RUS) |

| 2015. július 29. 17:30 (16:30) | Szerbia              | 19–9        | Japán          | Kazany Nézőszám: 1016 Játékvezetők: Masoud Rezvani (IRN), Stephane Roy (CAN) |
| 2015. július 29. 17:30 (16:30) | (2–1, 6–2, 5–3, 6–3) |             |                | Kazany Nézőszám: 1016 Játékvezetők: Masoud Rezvani (IRN), Stephane Roy (CAN) |
| 2015. július 29. 17:30 (16:30) | Nikić 6              | Jegyzőkönyv | Takei, Ókava 3 | Kazany Nézőszám: 1016 Játékvezetők: Masoud Rezvani (IRN), Stephane Roy (CAN) |

| 2015. július 31. 12:10 (11:10) | Szerbia              | 10–9        | Ausztrália | Kazany Nézőszám: 890 Játékvezetők: Georgios Stacridis (GRE), Radosław Koryzna (POL) |
| 2015. július 31. 12:10 (11:10) | (3–2, 2–2, 1–4, 4–1) |             |            | Kazany Nézőszám: 890 Játékvezetők: Georgios Stacridis (GRE), Radosław Koryzna (POL) |
| 2015. július 31. 12:10 (11:10) | három játékos 2      | Jegyzőkönyv | Younger 3  | Kazany Nézőszám: 890 Játékvezetők: Georgios Stacridis (GRE), Radosław Koryzna (POL) |

| 2015. július 31. 13:30 (12:30) | Japán                | 10–16       | Montenegró        | Kazany Nézőszám: 640 Játékvezetők: Dion Willis (RSA), Massimiliano Caputi (ITA) |
| 2015. július 31. 13:30 (12:30) | (2–3, 2–5, 2–5, 4–3) |             |                   | Kazany Nézőszám: 640 Játékvezetők: Dion Willis (RSA), Massimiliano Caputi (ITA) |
| 2015. július 31. 13:30 (12:30) | Takei 4              | Jegyzőkönyv | Ivović, Radović 4 | Kazany Nézőszám: 640 Játékvezetők: Dion Willis (RSA), Massimiliano Caputi (ITA) |

## Egyenes kieséses szakasz
|  |               |                  |               |              |              |              |                  |              |             |              |              |           |               |               |               |              |       |       |
|  | Nyolcaddöntők | Nyolcaddöntők    | Nyolcaddöntők |              |              | Negyeddöntők | Negyeddöntők     | Negyeddöntők |             |              | Elődöntők    | Elődöntők | Elődöntők     |               |               | Döntő        | Döntő | Döntő |
|  | Nyolcaddöntők | Nyolcaddöntők    | Nyolcaddöntők |              |              | Negyeddöntők | Negyeddöntők     | Negyeddöntők |             |              | Elődöntők    | Elődöntők | Elődöntők     |               |               | Döntő        | Döntő | Döntő |
|  | augusztus 2.  | augusztus 2.     | augusztus 2.  | augusztus 4. | augusztus 4. | augusztus 4. |                  |              |             |              |              |           |               |               |               |              |       |       |
|  | augusztus 2.  | augusztus 2.     | augusztus 2.  | augusztus 4. | augusztus 4. | augusztus 4. |                  |              |             |              |              |           |               |               |               |              |       |       |
|  | C2            | Kazahsztán       | 8             | A1           | Horvátország | 10           |                  |              |             |              |              |           |               |               |               |              |       |       |
|  | C2            | Kazahsztán       | 8             | A1           | Horvátország | 10           | augusztus 6.     |              |             |              |              |           |               |               |               |              |       |       |
|  | D3            | Montenegró       | 12            |              |              |              | Montenegró       | 4            |             |              |              |           |               |               |               |              |       |       |
|  | D3            | Montenegró       | 12            |              |              |              | Montenegró       | 4            |             | Horvátország | Horvátország | 10 (5)    |               |               |               |              |       |       |
|  | augusztus 2.  | augusztus 2.     | augusztus 2.  | augusztus 4. | augusztus 4. | augusztus 4. |                  |              |             | Horvátország | Horvátország | 10 (5)    |               |               |               |              |       |       |
|  | augusztus 2.  | augusztus 2.     | augusztus 2.  | augusztus 4. | augusztus 4. | augusztus 4. |                  |              | Görögország | Görögország  | 10 (3)       |           |               |               |               |              |       |       |
|  | C3            | Dél-Afrika       | 1             | B1           | Görögország  | 7 (5)        |                  |              | Görögország | Görögország  | 10 (3)       |           |               |               |               |              |       |       |
|  | C3            | Dél-Afrika       | 1             | B1           | Görögország  | 7 (5)        |                  | augusztus 8. |             |              |              |           |               |               |               |              |       |       |
|  | D2            | Ausztrália       | 17            |              |              |              | Ausztrália       | 7 (4)        |             |              |              |           |               |               |               |              |       |       |
|  | D2            | Ausztrália       | 17            |              |              |              | Ausztrália       | 7 (4)        |             | Horvátország | Horvátország | 4         |               |               |               |              |       |       |
|  | augusztus 2.  | augusztus 2.     | augusztus 2.  | augusztus 4. | augusztus 4. | augusztus 4. |                  |              |             | Horvátország | Horvátország | 4         |               |               |               |              |       |       |
|  | augusztus 2.  | augusztus 2.     | augusztus 2.  | augusztus 4. | augusztus 4. | augusztus 4. |                  |              | Szerbia     | Szerbia      | 11           |           |               |               |               |              |       |       |
|  | A2            | Kanada           | 2             | C1           | Magyarország | 7            |                  |              |             | Szerbia      | 11           |           |               |               |               |              |       |       |
|  | A2            | Kanada           | 2             | C1           | Magyarország | 7            | augusztus 6.     |              |             |              |              |           |               |               |               |              |       |       |
|  | B3            | Olaszország      | 8             |              |              |              | Olaszország      | 8            |             |              |              |           |               |               |               |              |       |       |
|  | B3            | Olaszország      | 8             |              |              |              | Olaszország      | 8            |             | Olaszország  | Olaszország  | 6         | Bronzmérkőzés | Bronzmérkőzés | Bronzmérkőzés |              |       |       |
|  | augusztus 2.  | augusztus 2.     | augusztus 2.  | augusztus 4. | augusztus 4. | augusztus 4. |                  |              |             | Olaszország  | Olaszország  | 6         | Bronzmérkőzés | Bronzmérkőzés | Bronzmérkőzés |              |       |       |
|  | augusztus 2.  | augusztus 2.     | augusztus 2.  | augusztus 4. | augusztus 4. | augusztus 4. |                  |              | Szerbia     | Szerbia      | 10           |           |               | augusztus 8.  | augusztus 8.  | augusztus 8. |       |       |
|  | A3            | Brazília         | 3             | D1           | Szerbia      | 12           |                  |              | Szerbia     | Szerbia      | 10           |           |               | augusztus 8.  | augusztus 8.  | augusztus 8. |       |       |
|  | A3            | Brazília         | 3             | D1           | Szerbia      | 12           |                  |              |             |              |              |           |               | Görögország   | Görögország   | 7 (4)        |       |       |
|  | B2            | Egyesült Államok | 7             |              |              |              | Egyesült Államok | 7            |             |              |              |           |               | Görögország   | Görögország   | 7 (4)        |       |       |
|  | B2            | Egyesült Államok | 7             |              |              |              | Egyesült Államok | 7            |             | Olaszország  | Olaszország  | 7 (2)     |               |               |               |              |       |       |
|  |               |                  |               |              |              |              |                  |              |             | Olaszország  | Olaszország  | 7 (2)     |               |               |               |              |       |       |

### Nyolcaddöntők
| 2015. augusztus 2. 13:30 (12:30) | Kanada               | 2–8         | Olaszország        | Kazany Nézőszám: 269 Játékvezetők: Mark Koganov (AZE), Francesc Buch (ESP) |
| 2015. augusztus 2. 13:30 (12:30) | (0–2, 1–1, 1–2, 0–3) |             |                    | Kazany Nézőszám: 269 Játékvezetők: Mark Koganov (AZE), Francesc Buch (ESP) |
| 2015. augusztus 2. 13:30 (12:30) | Kudaba, Torakis 1    | Jegyzőkönyv | Giorgetti, Gitto 2 | Kazany Nézőszám: 269 Játékvezetők: Mark Koganov (AZE), Francesc Buch (ESP) |

| 2015. augusztus 2. 17:30 (16:30) | Brazília             | 3–7         | Egyesült Államok | Kazany Nézőszám: 2090 Játékvezetők: Boris Margeta (SLO), Adrian Alexandrescu (ROU) |
| 2015. augusztus 2. 17:30 (16:30) | (0–2, 1–1, 1–1, 1–3) |             |                  | Kazany Nézőszám: 2090 Játékvezetők: Boris Margeta (SLO), Adrian Alexandrescu (ROU) |
| 2015. augusztus 2. 17:30 (16:30) | három játékos 1      | Jegyzőkönyv | Mann 3           | Kazany Nézőszám: 2090 Játékvezetők: Boris Margeta (SLO), Adrian Alexandrescu (ROU) |

| 2015. augusztus 2. 18:50 (17:50) | Kazahsztán           | 8–12        | Montenegró          | Kazany Nézőszám: 2896 Játékvezetők: Joseph Peila (USA), Daniel Flahive (AUS) |
| 2015. augusztus 2. 18:50 (17:50) | (3–2, 2–3, 1–5, 2–2) |             |                     | Kazany Nézőszám: 2896 Játékvezetők: Joseph Peila (USA), Daniel Flahive (AUS) |
| 2015. augusztus 2. 18:50 (17:50) | Gubarev 3            | Jegyzőkönyv | Brguljan, Janović 3 | Kazany Nézőszám: 2896 Játékvezetők: Joseph Peila (USA), Daniel Flahive (AUS) |

| 2015. augusztus 2. 20:10 (19:10) | Dél-afrikai Köztársaság | 1–17        | Ausztrália | Kazany Nézőszám: 213 Játékvezetők: German Moller (ARG), Ni Shi Wei (CHN) |
| 2015. augusztus 2. 20:10 (19:10) | (1–5, 0–6, 0–2, 0–4)    |             |            | Kazany Nézőszám: 213 Játékvezetők: German Moller (ARG), Ni Shi Wei (CHN) |
| 2015. augusztus 2. 20:10 (19:10) | E. Le Roux 1            | Jegyzőkönyv | Younger 4  | Kazany Nézőszám: 213 Játékvezetők: German Moller (ARG), Ni Shi Wei (CHN) |

### Negyeddöntők
| 2015. augusztus 4. 17:30 (16:30) | Horvátország         | 10–4        | Montenegró | Kazany Nézőszám: 1769 Játékvezetők: Radosław Koryzna (POL), Massimiliano Caputi (ITA) |
| 2015. augusztus 4. 17:30 (16:30) | (1–0, 3–0, 3–3, 3–1) |             |            | Kazany Nézőszám: 1769 Játékvezetők: Radosław Koryzna (POL), Massimiliano Caputi (ITA) |
| 2015. augusztus 4. 17:30 (16:30) | Muslim 3             | Jegyzőkönyv | Klikovac 3 | Kazany Nézőszám: 1769 Játékvezetők: Radosław Koryzna (POL), Massimiliano Caputi (ITA) |

| 2015. augusztus 4. 18:50 (17:50) | Görögország              | 7–7         | Ausztrália | Kazany Nézőszám: 1996 Játékvezetők: Boris Margeta (SLO), Vojin Putniković (SRB) |
| 2015. augusztus 4. 18:50 (17:50) | (1–0, 1–3, 3–1, 2–3)     |             |            | Kazany Nézőszám: 1996 Játékvezetők: Boris Margeta (SLO), Vojin Putniković (SRB) |
| 2015. augusztus 4. 18:50 (17:50) | Genidounias, Fundúlisz 2 | Jegyzőkönyv | Younger 3  | Kazany Nézőszám: 1996 Játékvezetők: Boris Margeta (SLO), Vojin Putniković (SRB) |
| 2015. augusztus 4. 18:50 (17:50) | Büntetőpárbaj:           |             |            | Kazany Nézőszám: 1996 Játékvezetők: Boris Margeta (SLO), Vojin Putniković (SRB) |
| 2015. augusztus 4. 18:50 (17:50) | 5–4                      |             |            | Kazany Nézőszám: 1996 Játékvezetők: Boris Margeta (SLO), Vojin Putniković (SRB) |

| 2015. augusztus 4. 20:10 (19:10) | Magyarország         | 7–8         | Olaszország         | Kazany Nézőszám: 693 Játékvezetők: Adrian Alexandrescu (ROU), Georgios Stavridis (GRE) |
| 2015. augusztus 4. 20:10 (19:10) | (2–2, 2–1, 1–2, 2–3) |             |                     | Kazany Nézőszám: 693 Játékvezetők: Adrian Alexandrescu (ROU), Georgios Stavridis (GRE) |
| 2015. augusztus 4. 20:10 (19:10) | Varga Dá. 3          | Jegyzőkönyv | Di Fulvio, Luongo 2 | Kazany Nézőszám: 693 Játékvezetők: Adrian Alexandrescu (ROU), Georgios Stavridis (GRE) |

| 2015. augusztus 4. 21:30 (20:30) | Szerbia              | 12–7        | Egyesült Államok | Kazany Nézőszám: 455 Játékvezetők: Francesc Buch (ESP), Nenad Peris (CRO) |
| 2015. augusztus 4. 21:30 (20:30) | (4–2, 3–3, 2–1, 3–1) |             |                  | Kazany Nézőszám: 455 Játékvezetők: Francesc Buch (ESP), Nenad Peris (CRO) |
| 2015. augusztus 4. 21:30 (20:30) | Pijetlović 4         | Jegyzőkönyv | Bonanni 2        | Kazany Nézőszám: 455 Játékvezetők: Francesc Buch (ESP), Nenad Peris (CRO) |

### A 13–16. helyért
| 2015. augusztus 2. 10:50 (9:50) | Kína                 | 10–10       | Oroszország    | Kazany Nézőszám: 2263 Játékvezetők: Stanko Ivanovski (MNE), Masoud Rezvani (IRN) |
| 2015. augusztus 2. 10:50 (9:50) | (1–2, 4–4, 2–1, 3–3) |             |                | Kazany Nézőszám: 2263 Játékvezetők: Stanko Ivanovski (MNE), Masoud Rezvani (IRN) |
| 2015. augusztus 2. 10:50 (9:50) | Tan Feihu 4          | Jegyzőkönyv | négy játékos 2 | Kazany Nézőszám: 2263 Játékvezetők: Stanko Ivanovski (MNE), Masoud Rezvani (IRN) |
| 2015. augusztus 2. 10:50 (9:50) | Büntetőpárbaj:       |             |                | Kazany Nézőszám: 2263 Játékvezetők: Stanko Ivanovski (MNE), Masoud Rezvani (IRN) |
| 2015. augusztus 2. 10:50 (9:50) | 1–4                  |             |                | Kazany Nézőszám: 2263 Játékvezetők: Stanko Ivanovski (MNE), Masoud Rezvani (IRN) |

| 2015. augusztus 2. 12:10 (11:10) | Argentína              | 6–14        | Japán   | Kazany Nézőszám: 218 Játékvezetők: Viktor Salnichenko (KAZ), Hatem Gaber (EGY) |
| 2015. augusztus 2. 12:10 (11:10) | (0–4, 2–2, 2–4, 2–4)   |             |         | Kazany Nézőszám: 218 Játékvezetők: Viktor Salnichenko (KAZ), Hatem Gaber (EGY) |
| 2015. augusztus 2. 12:10 (11:10) | Carabantes, Demarchi 3 | Jegyzőkönyv | Takei 4 | Kazany Nézőszám: 218 Játékvezetők: Viktor Salnichenko (KAZ), Hatem Gaber (EGY) |

### A 9–12. helyért
| 2015. augusztus 4. 12:10 (11:10) | Kanada               | 9–7         | Kazahsztán | Kazany Nézőszám: 421 Játékvezetők: Stanko Ivanovski (MNE), German Moller (ARG) |
| 2015. augusztus 4. 12:10 (11:10) | (1–2, 5–0, 2–3, 1–2) |             |            | Kazany Nézőszám: 421 Játékvezetők: Stanko Ivanovski (MNE), German Moller (ARG) |
| 2015. augusztus 4. 12:10 (11:10) | Conway 4             | Jegyzőkönyv | Akszenov 3 | Kazany Nézőszám: 421 Játékvezetők: Stanko Ivanovski (MNE), German Moller (ARG) |

| 2015. augusztus 4. 13:30 (12:30) | Brazília             | 16–5        | Dél-afrikai Köztársaság | Kazany Nézőszám: 213 Játékvezetők: Ni Shi Wei (CHN), Hatem Gaber (EGY) |
| 2015. augusztus 4. 13:30 (12:30) | (7–3, 2–2, 3–0, 4–0) |             |                         | Kazany Nézőszám: 213 Játékvezetők: Ni Shi Wei (CHN), Hatem Gaber (EGY) |
| 2015. augusztus 4. 13:30 (12:30) | Vrlić 5              | Jegyzőkönyv | öt játékos 1            | Kazany Nézőszám: 213 Játékvezetők: Ni Shi Wei (CHN), Hatem Gaber (EGY) |

### Az 5–8. helyért
| 2015. augusztus 6. 15:30 (14:30) | Montenegró           | 11–8        | Ausztrália      | Kazany Nézőszám: 1500 Játékvezetők: Francesc Buch (ESP), Vojin Putniković (SRB) |
| 2015. augusztus 6. 15:30 (14:30) | (4–1, 1–1, 4–4, 2–2) |             |                 | Kazany Nézőszám: 1500 Játékvezetők: Francesc Buch (ESP), Vojin Putniković (SRB) |
| 2015. augusztus 6. 15:30 (14:30) | Janović 4            | Jegyzőkönyv | három játékos 2 | Kazany Nézőszám: 1500 Játékvezetők: Francesc Buch (ESP), Vojin Putniković (SRB) |

| 2015. augusztus 6. 17:00 (16:00) | Magyarország         | 13–9        | Egyesült Államok   | Kazany Nézőszám: 645 Játékvezetők: Massimiliano Caputi (ITA), Sergey Naumov (RUS) |
| 2015. augusztus 6. 17:00 (16:00) | (4–2, 3–2, 2–2, 4–3) |             |                    | Kazany Nézőszám: 645 Játékvezetők: Massimiliano Caputi (ITA), Sergey Naumov (RUS) |
| 2015. augusztus 6. 17:00 (16:00) | Hárai 4              | Jegyzőkönyv | Azevedo, Bonanni 3 | Kazany Nézőszám: 645 Játékvezetők: Massimiliano Caputi (ITA), Sergey Naumov (RUS) |

### Elődöntők
| 2015. augusztus 6. 20:15 (19:15) | Horvátország         | 10–10       | Görögország   | Kazany Nézőszám: 2486 Játékvezetők: Adrian Alexandrescu (ROU), Daniel Flahive (AUS) |
| 2015. augusztus 6. 20:15 (19:15) | (3–1, 2–3, 3–2, 2–4) |             |               | Kazany Nézőszám: 2486 Játékvezetők: Adrian Alexandrescu (ROU), Daniel Flahive (AUS) |
| 2015. augusztus 6. 20:15 (19:15) | négy játékos 2       | Jegyzőkönyv | Vlahópulosz 3 | Kazany Nézőszám: 2486 Játékvezetők: Adrian Alexandrescu (ROU), Daniel Flahive (AUS) |
| 2015. augusztus 6. 20:15 (19:15) | Büntetőpárbaj:       |             |               | Kazany Nézőszám: 2486 Játékvezetők: Adrian Alexandrescu (ROU), Daniel Flahive (AUS) |
| 2015. augusztus 6. 20:15 (19:15) | 5–3                  |             |               | Kazany Nézőszám: 2486 Játékvezetők: Adrian Alexandrescu (ROU), Daniel Flahive (AUS) |

| 2015. augusztus 6. 21:45 (20:45) | Olaszország          | 6–10        | Szerbia    | Kazany Nézőszám: 1859 Játékvezetők: Boris Margareta (SLO), Radoslaw Koryzna (POL) |
| 2015. augusztus 6. 21:45 (20:45) | (0–4, 2–4, 2–1, 2–1) |             |            | Kazany Nézőszám: 1859 Játékvezetők: Boris Margareta (SLO), Radoslaw Koryzna (POL) |
| 2015. augusztus 6. 21:45 (20:45) | Fondelli 2           | Jegyzőkönyv | Mitrović 3 | Kazany Nézőszám: 1859 Játékvezetők: Boris Margareta (SLO), Radoslaw Koryzna (POL) |

### A 15. helyért
| 2015. augusztus 4. 9:30 (8:30) | Kína                 | 16–9        | Argentína | Kazany Nézőszám: 753 Játékvezetők: Joseph Peila (USA), Tadao Tahara (JPN) |
| 2015. augusztus 4. 9:30 (8:30) | (6–2, 3–4, 4–2, 3–1) |             |           | Kazany Nézőszám: 753 Játékvezetők: Joseph Peila (USA), Tadao Tahara (JPN) |
| 2015. augusztus 4. 9:30 (8:30) | Tao 4                | Jegyzőkönyv | Yanez 5   | Kazany Nézőszám: 753 Játékvezetők: Joseph Peila (USA), Tadao Tahara (JPN) |

### A 13. helyért
| 2015. augusztus 4. 10:50 (9:50) | Oroszország          | 9–13        | Japán   | Kazany Nézőszám: 821 Játékvezetők: Kun György (HUN), Masoud Rezvani (IRN) |
| 2015. augusztus 4. 10:50 (9:50) | (4–3, 1–3, 2–5, 2–2) |             |         | Kazany Nézőszám: 821 Játékvezetők: Kun György (HUN), Masoud Rezvani (IRN) |
| 2015. augusztus 4. 10:50 (9:50) | Bicskov 3            | Jegyzőkönyv | Ókava 3 | Kazany Nézőszám: 821 Játékvezetők: Kun György (HUN), Masoud Rezvani (IRN) |

### A 11. helyért
| 2015. augusztus 6. 10:50 (9:50) | Kazahsztán           | 11–7        | Dél-afrikai Köztársaság | Kazany Nézőszám: 450 Játékvezetők: Fabio Toffoli (BRA), Tadao Tahara (JPN) |
| 2015. augusztus 6. 10:50 (9:50) | (4–2, 1–2, 2–1, 4–2) |             |                         | Kazany Nézőszám: 450 Játékvezetők: Fabio Toffoli (BRA), Tadao Tahara (JPN) |
| 2015. augusztus 6. 10:50 (9:50) | Akszenov 7           | Jegyzőkönyv | Le Roux 3               | Kazany Nézőszám: 450 Játékvezetők: Fabio Toffoli (BRA), Tadao Tahara (JPN) |

### A 9. helyért
| 2015. augusztus 6. 12:10 (11:10) | Kanada               | 7–7         | Brazília | Kazany Nézőszám: 308 Játékvezetők: Mark Koganov (AZE), Viktor Salnichenko (KAZ) |
| 2015. augusztus 6. 12:10 (11:10) | (2–2, 1–1, 2–3, 2–1) |             |          | Kazany Nézőszám: 308 Játékvezetők: Mark Koganov (AZE), Viktor Salnichenko (KAZ) |
| 2015. augusztus 6. 12:10 (11:10) | Kubada, Conway 2     | Jegyzőkönyv | Vrlić 2  | Kazany Nézőszám: 308 Játékvezetők: Mark Koganov (AZE), Viktor Salnichenko (KAZ) |
| 2015. augusztus 6. 12:10 (11:10) | Büntetőpárbaj:       |             |          | Kazany Nézőszám: 308 Játékvezetők: Mark Koganov (AZE), Viktor Salnichenko (KAZ) |
| 2015. augusztus 6. 12:10 (11:10) | 5–3                  |             |          | Kazany Nézőszám: 308 Játékvezetők: Mark Koganov (AZE), Viktor Salnichenko (KAZ) |

### A 7. helyért
| 2015. augusztus 8. 14:00 (13:00) | Ausztrália           | 6–10        | Egyesült Államok | Kazany Nézőszám: 1677 Játékvezetők: Nenad Peris (CRO), Francesc Buch (ESP) |
| 2015. augusztus 8. 14:00 (13:00) | (3–2, 0–2, 1–4, 2–2) |             |                  | Kazany Nézőszám: 1677 Játékvezetők: Nenad Peris (CRO), Francesc Buch (ESP) |
| 2015. augusztus 8. 14:00 (13:00) | Younger 2            | Jegyzőkönyv | Azevedo 4        | Kazany Nézőszám: 1677 Játékvezetők: Nenad Peris (CRO), Francesc Buch (ESP) |

### Az 5. helyért
| 2015. augusztus 8. 15:30 (14:30) | Montenegró           | 10–9        | Magyarország    | Kazany Nézőszám: 2365 Játékvezetők: Mark Koganov (AZE), Joseph Peila (USA) |
| 2015. augusztus 8. 15:30 (14:30) | (2–2, 2–1, 2–2, 4–4) |             |                 | Kazany Nézőszám: 2365 Játékvezetők: Mark Koganov (AZE), Joseph Peila (USA) |
| 2015. augusztus 8. 15:30 (14:30) | Ivovic 3             | Jegyzőkönyv | három játékos 2 | Kazany Nézőszám: 2365 Játékvezetők: Mark Koganov (AZE), Joseph Peila (USA) |

### Bronzmérkőzés
| 2015. augusztus 8. 20:30 (19:30) | Görögország          | 7–7         | Olaszország         | Kazany Nézőszám: 2165 Játékvezetők: Adrian Alexandrescu (ROU), Radoslaw Koryzna (POL) |
| 2015. augusztus 8. 20:30 (19:30) | (1–0, 2–2, 4–4, 0–1) |             |                     | Kazany Nézőszám: 2165 Játékvezetők: Adrian Alexandrescu (ROU), Radoslaw Koryzna (POL) |
| 2015. augusztus 8. 20:30 (19:30) | Vlahópulosz 3        | Jegyzőkönyv | Figlioli, Aicardi 2 | Kazany Nézőszám: 2165 Játékvezetők: Adrian Alexandrescu (ROU), Radoslaw Koryzna (POL) |
| 2015. augusztus 8. 20:30 (19:30) | Büntetőpárbaj:       |             |                     | Kazany Nézőszám: 2165 Játékvezetők: Adrian Alexandrescu (ROU), Radoslaw Koryzna (POL) |
| 2015. augusztus 8. 20:30 (19:30) | 4–2                  |             |                     | Kazany Nézőszám: 2165 Játékvezetők: Adrian Alexandrescu (ROU), Radoslaw Koryzna (POL) |

### Döntő
| 2015. augusztus 8. 22:00 (21:00) | Horvátország         | 4–11        | Szerbia      | Kazany Nézőszám: 2575 Játékvezetők: Boris Margareta (SLO), Georgios Stavridis (GRE) |
| 2015. augusztus 8. 22:00 (21:00) | (2–2, 0–3, 2–2, 0–4) |             |              | Kazany Nézőszám: 2575 Játékvezetők: Boris Margareta (SLO), Georgios Stavridis (GRE) |
| 2015. augusztus 8. 22:00 (21:00) | Sukno 2              | Jegyzőkönyv | Prlainović 3 | Kazany Nézőszám: 2575 Játékvezetők: Boris Margareta (SLO), Georgios Stavridis (GRE) |

| A 2015-ös férfi vízilabda-világbajnokság győztese |
| ------------------------------------------------- |
| · Szerbia · 2. cím                                |

## Végeredmény
Magyarország és a hazai csapat eltérő háttérszínnel kiemelve.
Horvátország és Görögország részvételi jogot szerzett a 2016. évi nyári olimpiai játékokra.
| Helyezés | Csapat                  |
| -------- | ----------------------- |
| Arany    | Szerbia                 |
| Ezüst    | Horvátország            |
| Bronz    | Görögország             |
| 4.       | Olaszország             |
|          |                         |
| 5.       | Montenegró              |
| 6.       | Magyarország            |
| 7.       | Egyesült Államok        |
| 8.       | Ausztrália              |
|          |                         |
| 9.       | Kanada                  |
| 10.      | Brazília                |
| 11.      | Kazahsztán              |
| 12.      | Dél-afrikai Köztársaság |
|          |                         |
| 13.      | Japán                   |
| 14.      | Oroszország             |
| 15.      | Kína                    |
| 16.      | Argentína               |

## Díjak
A világbajnokság után a következő díjakat osztották ki:
| Gólkirály - Alekszandr Akszenov – 22 gól Legértékesebb játékos - Duško Pijetlović Legjobb kapus - Josip Pavić – kapus | Média All-Star csapat - Josip Pavić – kapus - Petar Muslim - Alekszandr Akszenov - Francesco Di Fulvio - Duško Pijetlović - Jánisz Fundúlisz - Aaron Younger |